# Zhou Yixuan
Dans ce nom chinois, le nom de famille, Zhou, précède le nom personnel.
Zhou Yixuan (en chinois simplifié : 周艺轩) né le 11 décembre 1990 à Shengzhou, est un chanteur, rappeur et danseur chinois, occasionnellement acteur, et membre du boys-band sud-coréano-chinois UNIQ dont il est le leader. À la suite d'une suspension d'activités du groupe, il poursuit sa carrière en solo depuis 2016 et fait partie du groupe masculin chinois New Storm depuis 2019.

## Biographie
Il a fréquenté l'école secondaire de Shengzhou et a ensuite poursuivi ses études à l'Académie de musique contemporaine de Pékin, où il a été repéré par le label Yuehua Entertainment lors d'un concours de danse.

## Carrière

### 2014 - 2015: débuts avecUNIQ
Le 24 septembre 2014, Yixuan est présenté comme le 5e membre du groupe UNIQ. Le boys-band fait officiellement ses débuts le 16 octobre 2014 avec le single Falling in Love. Yixuan a co-écrit la version chinoise de la chanson.
En 2015, Yixuan a co-écrit les versions chinoises de trois chansons présentes dans leur premier mini-album : EOEO, Luv Again et Listen to Me.

### 2016 - présent: activités en solo, débuts en tant qu'acteur etNew Storm
Yixuan commence sa carrière d'acteur avec des petits rôles dans deux films chinois, MBA Partners et A Chinese Odyssey Part Three en 2016. Il enchaîne ensuite avec un rôle plus important dans le drama Female President en mai 2016.
Il tourne ensuite dans le drama Time City aux côtés de l'actrice sud-coréenne Park Min-young. Il obtient par la suite le rôle principal de la série Marna aux côtés de Xuanyi et Meiqi, deux membres du girls band Cosmic Girls.
En mai 2017, Yixuan participe à l'émission musicale chinoise The Rap of China, mais est malheureusement éliminé au bout de quatre rounds.
Yixuan sort par la suite deux singles, Do Back le 23 novembre 2017 et GIRL GIRL GIRL le 4 décembre de la même année,. Il poursuit sa carrière solo en révélant son premier mini-album intitulé OS le 27 décembre 2017, comprenant en plus un troisième single, nommé Want a Trip. Le clip de GIRL GIRL GIRL est cependant sorti le 30 mars 2018.
En septembre 2018, son film intitulé Water Bro voit le jour. Il y incarne le rôle principal, Xia Bing, et joue aux côtés de l'acteur thaïlandais New Thitipoom Techaapaikhun.
En 2019, il participe à une émission de télé-réalité musicale chinoise intitulée All For One avec ses collègues stagiaires de Yuehua, et remporte la finale, gagnant la toute première place. Il est alors sélectionné pour intégrer un nouveau groupe de musique masculin, nommé New Storm.

## Discographie

### Mini-album(s)
| Titre | Détails de l'album                                                                             |
| ----- | ---------------------------------------------------------------------------------------------- |
| OS    | - Date de sortie : 27 décembre 2017 - Label : Yuehua Entertainment - Format : digital download |

### Singles
- 2017 : Mr. Inke
- 2019 : 有我在

## Filmographie

### Films
| Année | Titre                      | Titre      | Rôle                   | Rôle    | Notes          |
| Année | Anglais                    | Chinois    | Anglais                | Chinois | Notes          |
| ----- | -------------------------- | ---------- | ---------------------- | ------- | -------------- |
| 2016  | MBA Partners               | 梦想合伙人 | Le facteur Wang Meimei |         | apparition     |
| 2016  | A Chinese Odyssey Part 3   | 大话西游3  | Sha Sheng              | 沙僧    | apparition     |
| 2018  | Water Bro                  | 脱泳而出   | Xia Bing               | 夏冰    | rôle principal |
| 2018  | Marna                      | 初恋的滋味 | Qin Xiao               | 秦骁    | rôle principal |
| 2019  | Step Up: Year of the Dance | 舞所不能   | Big Bird               | 大鸟    | apparition     |

### Séries télévisées
| Année     | Titre              | Titre              | Rôle         | Rôle    | Notes      |
| Année     | Anglais            | Chinois            | Anglais      | Chinois | Notes      |
| --------- | ------------------ | ------------------ | ------------ | ------- | ---------- |
| 2016      | Female President   | 女总裁的贴身高手   | Leng Feng    | 冷锋    | Apparition |
| 2016–2017 | Female President 2 | 女总裁的贴身高手2  | Leng Feng    | 冷锋    | Apparition |
| 2017      | To B or Not to B   | 男人装不装         | —            | —       | Apparition |
| 2018      | Basketball Fever   | 热血狂篮           | Qiao Zijun   | 乔子俊  | Apparition |
| 2019      | Boys to Men        | 拜托啦师兄         | Luan Xiaofei | 栾小飞  | Apparition |
| 2019      | My Girlfriend      | 我不能恋爱的女朋友 | Zheng Yi     | TBA     | Apparition |
| TBA       | Time City          | 时光之城           | Chen Qinyan  | 沈钦言  | Apparition |
| TBA       | The Origin of Love | 莽荒纪之川落雪     | Hu Tou       | 虎头    | Apparition |

### Émissions de télévision
| Année | Titre                         | Titre original      | Rôle        | Chaîne   |
| ----- | ----------------------------- | ------------------- | ----------- | -------- |
| 2018  | The Chamber of Secrets Escape | 暗夜古宅 · 密室逃脱 | Participant | Hunan TV |
| 2019  | All for One                   | 以团之名            | Participant | Youku    |